# Defying Gravity (Album)
Defying Gravity ist der Titel des 2017 veröffentlichten neunten Studioalbums der US-amerikanischen Rockband Mr. Big.

## Hintergrund
Mr. Big hatten 2014 mit … The Stories We Could Tell ein musikalisch hochklassiges Album veröffentlicht. Für die Produktion ihres neunten Albums verpflichteten sie Kevin Elson, mit dem sie bereits ihre ersten vier Alben (Mr. Big (1989), Lean Into It (1991), Bump Ahead (1992) und Hey Man (1996)) aufgenommen hatten.
Die Band kam in den Ocean Studios in Burbank zusammen, und erst dort arbeiteten sie die Songideen der einzelnen Musiker zu fertigen Liedern aus, die anschließend sofort aufgenommen wurden. Gitarrist Paul Gilbert hatte seine Ideen als fertige Demos mitgebracht, Sänger Eric Martin dagegen brachte Textblätter und eine Akustikgitarre mit und spielte den anderen seine Ideen vor. Billy Sheehan sagte zur Arbeitsweise der Band: 

„Wer erzählt, dass es einfacher ist, in fünf verschiedenen Studios einzelne Spuren aufzunehmen, der lügt. Das Resultat ist meist eine Sammlung von zusammengeschnittenen Ideen, aus denen der Produzent lautstark fluchend die Songs basteln muss. Wenn Du aber eine Extraportion Atmosphäre, Intensität und Coolness haben willst, müssen die Musiker im selben Raum stehen und direkt kommunizieren können. Einige der besten Platten, die wir in der modernen westlichen Kultur besitzen, und die auch nach Jahrzehnten noch im Radio gespielt werden, wurden genau so aufgenommen – und das sagt etwas aus!“

Pat Torpey, der Schlagzeuger der Band, hatte 2014 öffentlich gemacht, dass er an Parkinson leide. 2016 hatte es ihm seine Erkrankung bereits nahezu unmöglich gemacht, sich mit seinem Instrument an den Aufnahmen zu beteiligen. Das Schlagzeug auf Defying Gravity wurde von Matt Starr gespielt, der mit der Band bereits auf der Tournee zu … The Stories We Could Tell auf der Bühne gestanden hatte. Torpey wirkte im Studio daher als Schlagzeugproduzent und vermittelte Starr seinen Spielstil.
Defying Gravity wurde am 21. Juni 2017 veröffentlicht und erschien als CD, LP und über Online-Musikdienste. Zusätzlich wurde eine Limited-Edition-Box-Set genannte Zusammenstellung als Boxset angeboten, in der sich die Schallplatten- und die CD-Ausgabe des Albums, erweitert um ein Poster, ein mit dem Covermotiv bedrucktes T–Shirt und einen Aufkleber mit dem Logo der Band, befanden.
Für die Lieder Everybody Needs a Little Trouble und Defying Gravity wurden Musikvideos produziert, die auch auf einer in der sogenannten Deluxe Edition der CD-Ausgabe enthaltenen DVD herausgebracht wurden, die außerdem ein Making-of–Video enthielt.

## Titelliste
| Nr. | Titel                            | Länge |
| --- | -------------------------------- | ----- |
| 1.  | Open Your Eyes                   | 4:02  |
| 2.  | Defying Gravity                  | 5:28  |
| 3.  | Everybody Needs a Little Trouble | 3:52  |
| 4.  | Damn I’m In Love Again           | 2:56  |
| 5.  | Mean to Me                       | 3:28  |
| 6.  | Nothing Bad (About Feeling Good) | 4:01  |
| 7.  | Forever and Back                 | 3:40  |
| 8.  | She’s All Coming Back to Me Now  | 4:21  |
| 9.  | 1992                             | 5:00  |
| 10. | Nothing At All                   | 4:13  |
| 11. | Be Kind                          | 7:03  |

## Rezeption
Daniel Böhm meinte in Rocks, man könne der Band „nicht den Vorwurf machen“, den „Weg des geringsten Widerstands gegangen“ zu sein. Keith Elson möge zwar „alle großen Mr.–Big–Alben produziert“ haben, nach den vier ersten Alben klinge Defying Gravity „aber noch lange nicht“. Das Album erscheine „unerwartet roh und ungeschminkt“, sodass es „den zuletzt latent mitschwingenden Classic–Rock–Vibe weit“ übersteige. Auf dem gesamten Album gehe es um „das überraschend puristische Zusammenspiel von Gitarre, Bass und Schlagzeug“; Defying Gravity sei ein „etwas anderes“ Mr.–Big-Album, „aber ein gutes“.
Frank Schäfer schrieb für Rock Hard, die Band setze „statt auf aufgedrehte Rocker“ auf „zurückgelehnten, seelenvollen Schunkel-Rock“ von Eric Martin, mit „der Souveränität des ewigen Schmonziers“ vorgetragen. Sobald es „lieblich“ werden wolle, vertrieben Billy Sheehan und Paul Gilbert „mit ein paar Pirouetten die Duldestarre“. Die Band wisse um ihr Können und schüttele das „mit einer fast schon arroganten Nonchalance“ aus dem Ärmel. Mit „etwas mehr Feuer“ wäre Defying Gravity seiner Meinung nach „ein richtig gutes Album“ geworden.

## Charts und Chartplatzierungen
| ChartsChartplatzierungen | Höchstplatzierung | Wochen |
| ------------------------ | ----------------- | ------ |
| Deutschland (GfK)        | 65 (1 Wo.)        | 1      |